# Тамыш (станция)
Тамы́ш (абх. Тамшь, груз. ტამიში) — железнодорожная станция Абхазской железной дороги, расположенная в одноимённом селе в Абхазии, в Очамчырском районе частично признанной Республики Абхазия, согласно административному делению Грузии — в Очамчирском муниципалитете Абхазской Автономной Республики.

## История
В строительстве вокзала, открытого в 1949 году, были задействованы пленные немцы.
В советские годы с остановкой на станции следовали пригородные электропоезда и поезда местного значения. Во время грузино-абхазской войны станция и её инфраструктура пострадали. В 1994 году местный житель, сотрудник железной дороги Гиви Зантария, начал поддерживать порядок на станции своими силами: восстанавливать здание вокзала, расчищать территорию и высаживать цветы. В восстановлении жителю помогло руководство Абхазской железной дороги.

## Инфраструктура
На станции находится одноэтажное здание вокзала. В декабре 2022 года капитально отремонтирована крыша, заменены окна, двери и электропроводка.
В феврале 2022-го завершены ремонтно-восстановительные работы второго приёмо-отправочного пути и введён дополнительный обгонный железнодорожный путь длиной 900 метров, способный вместить 67 вагонов.
По состоянию на 2022 год пассажирское движение на станции отсутствует, электрификация после военного конфликта не восстановлена.